# موسوعة مؤسسي وبناة إسرائيل
موسوعة مؤسسي وبناة إسرائيل (بالعبرية: אנציקלופדיה לחלוצי הישוב ובוניו) هي موسوعة "تعريف بشخصيات (Who's Who) " للمستوطنين اليهود (اليشوف) الذي كانو يعيشون في فلسطين قبل قيام إسرائيل وأول 22 سنة من قيام دولة بعد قيام إسرائيل. عمل على تحرير هذه الموسوعة دافيد تدهار (דוד תדהר)، وهي تتكوَّن من 19 مجلدًا وتضم 6,000 سيرة ذاتية للشخصيات اليهودية التي ساهمت في بناء أرض إسرائيل منذ النصف الثاني من القرن التاسع عشر وحتّى عام 1970. صَدَرَ المجلد الأول منها عام 1947، وجُمع محتواه خلال عدة سنوات قبل ذلك. صدر كل مجلد من الموسوعة بمعدَّل مجلّد واحد سنويًّا منذ عام 1947. قامت كلية تورو مع عائلة تيدهار، بإنشاء موقع على شبكة الإنترنت يحتوي على الموسوعة لجعلها متاحة مجانًا للجمهور.
كان هدف تدهار من تأليف الموسوعة هو جمع مواد عن سِيَر حياة رُوّاد الاستيطان اليهودي في فلسطين، والقيام بتوثيق هذه المعلومات قبل وفاتهم. أرسل تدهار آلاف الاستبيانات إلى أبناء وأحفاد الأشخاص الذين اعتبرهم "رواد الاستيطان اليهودي وبُناته"، وطلب منهم تفاصيل عن حياتهم، وعن إنجازاتهم. بالإضافة إلى ذلك، جمع معلومات عن الشخصيات من خلال الكتابات المنقوشة على شواهد القبور في المقابر اليهودية. كما استخدم مواد ودراسات علميّة أعدها باحثون وكُتّاب تناولوا تلك الحقبة من تاريخ فلسطين، وأجرى مقابلات مع "كبار الجيل، حاملي الذكريات، والشهود العيان الذين عاصروا الأحداث والأشخاص" الذين كانوا ما زالوا على قيد الحياة أثناء تأليفه للموسوعة.
لم ينتظر تدهار اكتمال جمع جميع أجزاء الموسوعة ونشرها بعد ذلك، بل أصدرها مُنَجَّمةً (أي على مراحل)، وكان لهذا الأمر سبب اقتصادي أيضًا إذ لم يكن يمتلك ميزانية كافية لإصدار موسوعة كاملة دُفْعَةً واحدة. لذلك، عندما جمع بيانات كافية عن بعض الشخصيّات تكفي لإصدر مُجلَّدٍ، قام بتأليف المجلد الأول، بعدما حصل على تبرُّعات من عائلات الشخصيات التي كتب عنها لتمويل إصداره.
تضمّنت الموسوعة سِيَر حياة شخصيات معروفة وذلك بناءً على قرار تدهار (بل وأُدرِجَت أسماؤهم في مجلد خاص دون مقابل). ومع ذلك، كان تدهار مستعدًا لإدراج شخصيات أخرى من المستوطنين مقابل رسوم رمزية لا تقل عن 5 ليرات إسرائيلية (وهو مبلغ لم يكن باهظًا في ذلك الوقت)، ومن رفض دفع الحد الأدنى لم يُدرج إسمه في الموسوعة. في بداية المجلد الأول، نشر تدهار نداءً للقُرَّاء يطلب منهم فيه أن يُبلغوه عن أي مداخل مفقودة، وأشخاص فاته إدراج معلومات عنهم. كما دعا أفراد العائلات الذين يعتقدون أن أحد أفراد أسرهم كان من رواد الاستيطان وبُناته، ولم يُدرَج اسمه في الموسوعة إلى التواصل معه، وتزويده بالمعلومات عن هذه الشخصية. بعد نشر المجلد الأول، واصل تدهار استخدام النهج نفسه، حيث استمر في جمع البيانات، وجمع التبرعات، وأصدر مجلدات أُخرى تضمنت أيضًا تحديثات وإضافات إلى التراجم التي نُشرَت في مجلّدات سابقة. بدءًا من المجلد الثاني، احتوى كل مجلد على مقدِّمة توضح المستجدات التي طرأت منذ إكمال المجلد السابق حتى تاريخ نشر المجلد الجديد، ونتيجة لذلك، لم تكن الموسوعة مرتبة وفق أي نظام، سواء كان أبجديًا أو زمنيًا، وللعثور على مدخل معين (أي ترجمة، سيرة شخص) في الموسوعة، يجب استخدام الفهارس المتفرقة الموجودة في نهاية بعض المجلدات، مع العلم أن الفهرس الأكثر تفصيلًا موجود في المجلد التاسع عشر والأخير من هذا الموسوعة. بالإضافة إلى الفهارس الزمنية والأبجدية، توجد للموسوعة أيضًا فهارس حسب المجموعات والمنظمات التي كانت تنتمي إليها الشخصيّات، مثل: أعضاء "حركة بيلو" (ביל"ו)، الصيارفة، أصحاب الصناعات، الباحثين والعلماء، المعلمين والمربين، مؤسسي المستوطنات والمزارعين، مؤسسي تل أبيب، الكتّاب والصحفيين، المحامين، ناشطي الاستيطان القديم، موظفي البارون، موظفي الحكومة (ويقصد بها حكومة الدولة العثمانية والبريطانية في فلسطين، ولاحقًا حكومة إسرائيل)، الحاخامات، الأطباء، القضاة، الفنانين، أعضاء منظمة "هاشومير"، أعضاء منظمة "نيلي"، رؤساء البلديات والمجالس المحلية، وغيرهم. 
استخدمت الصحافة الإسرائيلية في الأوقات الماضية موادّ الموسوعة على نطاق واسع كمصدر للسير الذاتية، وللحصول على معلومات عن العديد من الشخصيات اليهودية، وخاصة في النعي (عرض نبذة عن سيرة حياة شخص ما بعد وفاته)، وغالبًا ما اقتبست منها مقاطع كاملة دون الإشارة إلى المصدر.

## روابط خارجية
- نسخة الإنترنت من الموسوعة الكاملة لمؤسسي وبناة إسرائيل بقلم ديفيد تيدهار (بالعبرية، مع ترجمة جوجل إلى الإنجليزية)